# سجن الجفر
سجن أو معتقل الجفر هو سجن سابق يقع في منطقة صحراوية بالجفر في محافظة معان جنوب الأردن، بُني عام 1953 على بعد 256 كم جنوب العاصمة عمّان. أُغلق عام 2006.
في منتصف القرن العشرين كان يضم أعضاء في الأحزاب السياسية اليسارية. وقد سُجنوا في الجفر بعد إدانتهم بالتخطيط أو التورط في محاولات انقلاب على نظام الحكم. كان سجن الجفر يؤوي المجرمين العاديين، لكنه ظلَّ رمزًا للاضطرابات في الخمسينيات والستينيات.

## إغلاقه
في عام 2006، حققَّ المركز الوطني لحقوق الإنسان في أوضاع جميع السجون الأردنية العشرة. ووجد أن الأوضاع في سجن الجفر سيئة للغاية من حيث مستوى الرعاية والخدمات المقدمة للنزلاء. وفي تقرير صدر للجمهور الأردني، أشار المركز الوطني لحقوق الإنسان إلى أن السجن يعاني من نقص في الرقابة، وظروف غير صحية، وافتقار إلى المرافق الطبية والنفسية والاجتماعية والتعليمية والرياضية وإعادة التأهيل المناسبة. كما كشف تقريرها عن تكرر حدوث وحشية في السجون. وأوصت بإغلاق السجن.
في 17 ديسمبر / كانون الأول 2006، أمر الملك عبد الله الثاني، أثناء زيارة المركز الوطني لحقوق الإنسان، بإغلاق السجن وأوصى السلطات بإعادة تأهيل المنشأة كمركز للتدريب المهني.
في اليوم التالي نُقل 190 نزيلاً من سجن الجفر إلى منشآت أخرى. وفي مارس 2007 وجد المركز الوطني لحقوق الإنسان أثناء تفتيش السجون أن المنشأة خالية باستثناء بعض الأفراد الذين يقومون بالحراسة.

## ‌مراجع
1. ↑  "إغلاق سجن الجفر!". صحيفة الرأي. مؤرشف من الأصل في 2023-04-17. اطلع عليه بتاريخ 2023-4-17.